# Pseudonannolene borellii
Pseudonannolene borellii är en mångfotingart som beskrevs av Filippo Silvestri 1895. Pseudonannolene borellii ingår i släktet Pseudonannolene och familjen Pseudonannolenidae. Inga underarter finns listade i Catalogue of Life.